# NGC 1240
NGC 1240 је двојна звезда у сазвежђу Ован која се налази на NGC листи објеката дубоког неба.
Деклинација објекта је + 30° 30' 27" а ректасцензија 3h 13m 26,6s. Привидна величина (магнитуда) објекта NGC 1240 износи 13,6.